# Walter Zironi
Walter Zironi (Sassuolo, 30 ottobre 1919 – Manno, 13 ottobre 1944) è stato un calciatore italiano, di ruolo attaccante.

## Biografia
Nacque a Sassuolo come suo fratello Otello, anch'egli calciatore in Serie A.

## Carriera
Iniziò nel Modena, per passare alle Signe in Serie C e poi al Livorno, dove tra il gennaio ed il febbraio del 1941 disputò 3 partite in Serie A e realizzòa due reti nella Coppa Italia 1940-1941.
L'anno successivo giocò in Serie C alla Salernitana, dove disputò 10 partite segnando 5 reti.
Nel 1942 fu acquistato dal Foggia, col quale disputò ancora un campionato di Serie C, scendendo in campo 19 volte e segnando 7 gol.
Disputò il campionato di guerra nuovamente al Modena, con 3 gol in 7 partite.

## La morte
Zironi fu un partigiano, e morì fucilato dai tedeschi nell'eccidio di Manno durante la Seconda guerra mondiale, il 13 ottobre 1944, insieme ad altri undici partigiani, dieci dei quali provenienti da Sassuolo.